# Tour d'Italie 1968

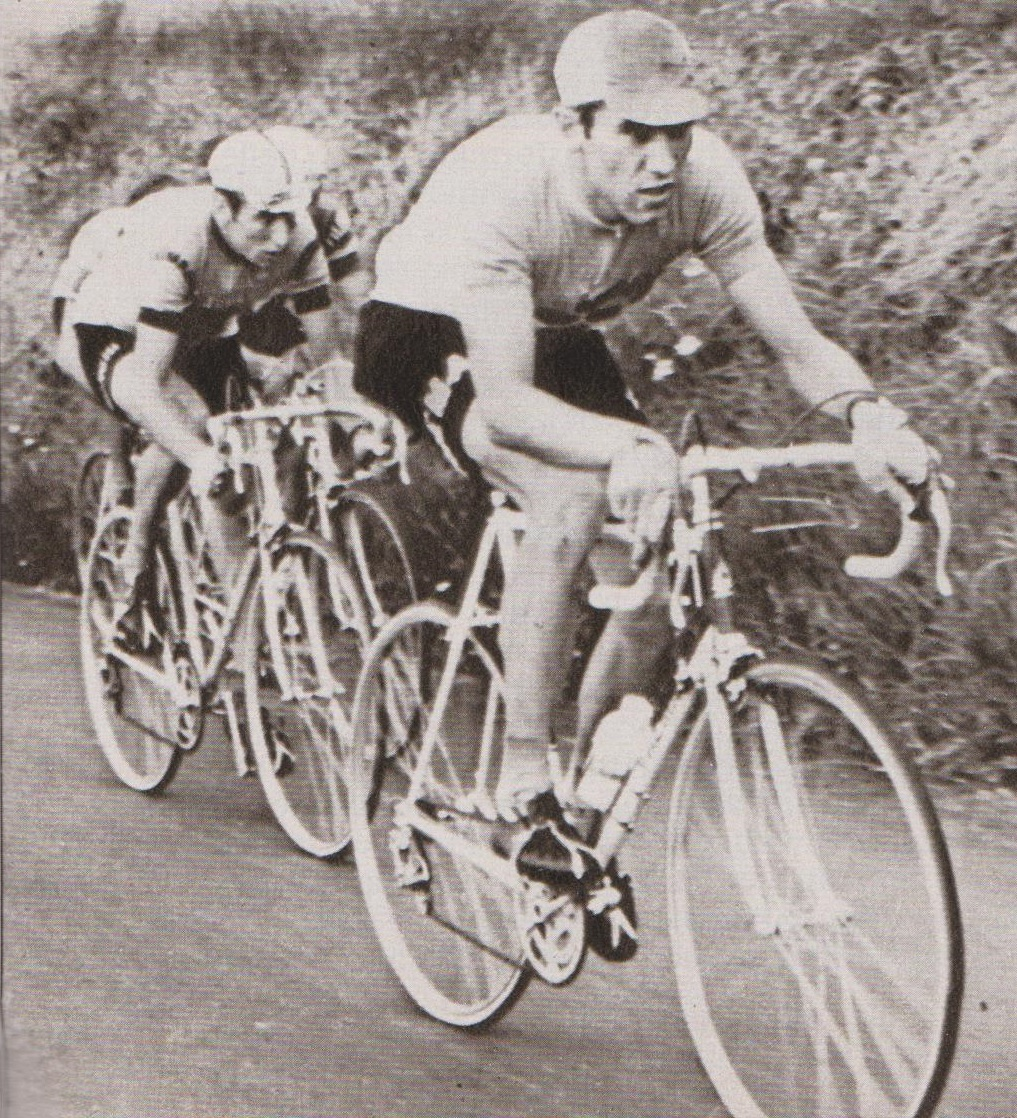
Eddy Merckx pendant le Tour d'Italie 1968

La 51e édition du Tour d'Italie s'est élancée de Campione d'Italia le 20 mai 1968 et est arrivée à Naples le 12 juin. Long de 3 919,7 km, ce Giro a été remporté par le Belge Eddy Merckx, qui s'impose également aux classements de la montagne et par points.

## Équipes participantes
| N.    | Code | Équipe    |
| ----- | ---- | --------- |
| 1-10  | SAL  | Salvarani |
| 11-20 | BIC  | Bic       |
| 21-30 | FAE  | Faema     |
| 31-40 | FAG  | Fagor     |
| 41-50 | FIL  | Filotex   |
| 51-60 | GBC  | G.B.C.    |
| 61-70 | GER  | Germanvox |

| N.      | Code | Équipe     |
| ------- | ---- | ---------- |
| 71-80   | KEL  | Kelvinator |
| 81-90   | MAX  | Max Meyer  |
| 91-100  | MOL  | Molteni    |
| 101-110 | PEP  | Pepsi Cola |
| 111-120 | PEU  | Peugeot    |
| 121-130 | SMI  | Smith's    |

## Classement général
| Classement général final |                   |
| --- | ----------------- |
| \| 1. Eddy Merckx \| 108 h 42 min 27 s \| \| 2. Vittorio Adorni \| à 5 min 01 s \| \| 3. Felice Gimondi \| à 9 min 05 s \| \| 4. Italo Zilioli \| à 9 min 17 s \| \| 5. Willy Van Neste \| à 10 min 43 s \| \| 6. Gianni Motta[1] \| à 12 min 23 s \| \| 6. Michele Dancelli \| à 12 min 33 s \| \| 7. Franco Balmamion \| à 15 min 43 s \| \| 8. Francisco Gabica \| à 16 min 59 s \| \| 9. Franco Bitossi \| à 19 min 02 s \| \| 10. Julio Jiménez \| à 19 min 51 s \| \| 130 partants \| \| |                   |
| 1. Eddy Merckx | 108 h 42 min 27 s |
| 2. Vittorio Adorni | à 5 min 01 s      |
| 3. Felice Gimondi | à 9 min 05 s      |
| 4. Italo Zilioli | à 9 min 17 s      |
| 5. Willy Van Neste | à 10 min 43 s     |
| 6. Gianni Motta | à 12 min 23 s     |
| 6. Michele Dancelli | à 12 min 33 s     |
| 7. Franco Balmamion | à 15 min 43 s     |
| 8. Francisco Gabica | à 16 min 59 s     |
| 9. Franco Bitossi | à 19 min 02 s     |
| 10. Julio Jiménez | à 19 min 51 s     |
| 130 partants |                   |

## Étapes
| Étape     | Date     | Villes étapes                       | km        | Vainqueur d'étape      | Leader du classement général |
| Prologue  | 20 mai   | Campione d'Italia                   | 5.7 (clm) | Charly Grosskost       | Charly Grosskost             |
| 1re étape | 21 mai   | Campione d'Italia – Novara          | 129       | Eddy Merckx            | Eddy Merckx                  |
| 2e étape  | 22 mai   | Novara – Saint-Vincent              | 189       | Eddy Merckx            | Eddy Merckx                  |
| 3e étape  | 23 mai   | Saint-Vincent – Alba                | 168       | Guido Reybrouck        | Michele Dancelli             |
| 4e étape  | 24 mai   | Alba – San Remo                     | 162       | Edward Sels            | Michele Dancelli             |
| 5e étape  | 25 mai   | San Remo - San Remo                 | 137       | Italo Zilioli          | Michele Dancelli             |
| 6e étape  | 26 mai   | San Remo – Alexandrie               | 223       | José Antonio Momeñe    | Michele Dancelli             |
| 7e étape  | 27 mai   | Alexandrie - Piacenza               | 170       | Guerrino Tosello       | Michele Dancelli             |
| 8e étape  | 28 mai   | San Giorgio Piacentino - Brescia    | 225       | Eddy Merckx            | Michele Dancelli             |
| 9e étape  | 29 mai   | Brescia - Lido di Caldonazzo        | 210       | Julio Jiménez          | Michele Dancelli             |
| 10e étape | 30 mai   | Trente - Monte Grappa               | 136       | Emilio Casalini        | Michele Dancelli             |
| 11e étape | 31 mai   | Bassano del Grappa - Trieste        | 197       | Guido Reybrouck        | Michele Dancelli             |
| 12e étape | 1er juin | Gorizia – Tre Cime di Lavaredo      | 213       | Eddy Merckx            | Eddy Merckx                  |
| 13e étape | 2 juin   | Cortina d'Ampezzo – Vittorio Veneto | 163       | Lino Farisato          | Eddy Merckx                  |
| 14e étape | 3 juin   | Vittorio Veneto - Marina Romea      | 194       | Luigi Sgarbozza        | Eddy Merckx                  |
| 15e étape | 4 juin   | Ravenne - Imola                     | 141       | Marino Basso           | Eddy Merckx                  |
| 16e étape | 6 juin   | Cesenatico – Saint-Marin            | 51 (clm)  | Felice Gimondi         | Eddy Merckx                  |
| 17e étape | 7 juin   | Saint-Marin - Foligno               | 196       | Franco Bitossi         | Eddy Merckx                  |
| 18e étape | 8 juin   | Foligno - Abbadia San Salvatore     | 181       | Julio Jiménez          | Eddy Merckx                  |
| 19e étape | 9 juin   | Abbadia San Salvatore - Rome        | 181       | Luciano Dalla Bona     | Eddy Merckx                  |
| 20e étape | 10 juin  | Rome – Rocca di Cambio              | 215       | Luis Pedro Santamarina | Eddy Merckx                  |
| 21e étape | 11 juin  | Rocca di Cambio - Blockhaus         | 198       | Franco Bitossi         | Eddy Merckx                  |
| 22e étape | 12 juin  | Chieti – Naples                     | 235       | Guido Reybrouck        | Eddy Merckx                  |

## Classements annexes
| Classement par points     | Eddy Merckx        | 198 points |
| Deuxième                  | Franco Bitossi     | 138 points |
| Troisième                 | Michele Dancelli   | 134 points |
| Classement de la montagne | Eddy Merckx        | 340 points |
| Deuxième                  | Julio Jiménez      | 180 points |
| Troisième                 | Giancarlo Polidori | 140 points |
| Classement par équipes    | Faema              | ?          |
| Deuxième                  | ?                  | ?          |
| Troisième                 | ?                  | ?          |

## Liste des coureurs
| Salvarani | Bic | Faema |
| - 1 Felice Gimondi (Ita) 3e - 2 Antonio Albonetti (Ita) 62e - 3 Rudi Altig (All) ab - 4 Lino Carletto (Ita) 46e - 5 Carlo Chiappano (Ita) 66e - 6 Luciano Dalla Bona (Ita) 82e - 7 Tommaso De Pra (Ita) 53e - 8 Giancarlo Ferretti (Ita) 43e - 9 Roberto Poggiali (Ita) ab - 10 Wilfried Peffgen (All) 50e                                          | - 11 Julio Jimenez (Esp) 10e - 12 Gilles Locatelli (Fra) 89e - 13 Willy Van Neste (Bel) 5e - 14 Cees Haast (Hol) 17e - 15 Edward Sels (Bel) ab - 16 Charly Grosskost (Fra) 63e - 17 Jean-Claude Theillière (Fra) 34e - 18 Pierre Ghisellini (Fra) 70e - 19 Roland Berland (Fra) 64e - 20 Serge Bolley (Fra) 23e                     | - 21 Eddy Merckx (Bel) 1e - 22 Vittorio Adorni (Ita) 2e - 23 Luciano Armani (Ita) 22e - 24 Luigi Casalini (Ita) 58e - 25 Lino Farisato (Ita) 18e - 26 Guido Reybrouck (Bel) 52e - 27 Joseph Spruyt (Bel) 42e - 28 Roger Swerts (Bel) 25e - 29 Martin Van Den Bossche (Bel) ab - 30 Victor Van Schil (Bel) 18e déclassé |
| Fagor Fargas | Filotex | GBC |
| - 31 Francisco Gabica (Esp) 8e - 32 Eusebio Vélez (Esp) 11e - 33 José Antonio Momeñe (Esp) ab - 34 Luis Pedro Santamarina (Esp) 16e - 35 Ginés Garcia Peran (Esp) 39e - 36 José Lopez Rodriguez (Esp) ab - 37 Mariano Diaz (Esp) 13e déclassé - 38 Joaquim Galera (Esp) 15e déclassé - 39 José-Maria Errandonea (Esp 40e) - 40 Luis Ocaña (Esp) 32e | - 41 Franco Bitossi (Ita) 9e - 42 Italo Zilioli (Ita) 4e - 43 Vittorio Chiarini (Ita) 78e - 44 Ugo Colombo (Ita) 33e - 45 Alberto Della Torre (Ita) 56e - 46 Giorgio Favaro (Ita) ab - 47 Giuseppe Grassi (Ita) 81e - 48 Adriano Passuello (Ita) 12e - 49 Alfio Poli (Ita) ab - 50 Flaviano Vicentini (Ita) 26e                     | - 51 Daminiano Capodivento (Ita) 65e - 52 Giorgio Destro (Ita) 83e - 53 Domenico Mazzanti (Ita) 88e - 54 Giuseppe Poli (Ita) 90e - 55 Peter Abt (Sui) 71e déclassé - 56 René Binggeli (Sui) ab - 57 Auguste Girard (Sui) 45e - 58 Rolf Maurer (Sui) 35e - 59 Louis Pfenninger (Sui) 14e - 60 Bernard Vifian (Sui) 75e  |
| Germanvox | Kelvinator | Max Meyer |
| - 61 Vito Taccone (Ita) 15e - 62 Ole Ritter (Dan) 49e - 63 Eraldo Bocci (Ita) 67e - 64 Lorenzo Carminati (Ita) 48e - 65 Renato Laghi (Ita) 19e - 66 Vincenzo Mantovani (Ita) 71e - 67 Giuseppe Milioli (Ita) 41 - 68 Henning Petersen (Dan) ab - 69 Primo Franchini (Ita) ab - 70 Bruno Vittiglio (Ita) ab                                          | - 71 Ottorino Benedetti (Ita) ab - 72 Attilio Benfatto (Ita) 38e - 73 Carlo Brunetti (Ita) ab - 74 Vincent Denson (Gbr) 87e - 75 Mario Di Toro (Ita) 88e déclassé - 76 Karl-Heinz Kunde (All) 24e - 77 Luciano Lievore (Ita) 86e - 78 Mario Mancini (Ita) 61e - 79 Albano Negro (Ita) 37e - 80 Mario Zanin (Ita) ab                 | - 81 Roberto Ballini (Ita) 27e - 82 Gianpaolo Cucchietti (Ita) 44e - 83 Adriano Durante (Ita) 72e - 84 Bruno Fantinato (Ita) 59e - 85 Luciano Galbo (Ita) 80e - 86 Claudio Michelotto (Ita) 20e - 87 Guido Neri (Ita) 51e - 88 Luigi Sgarbozza (Ita) 31e - 89 Remo Stefanoni (Ita) 68e - 90 Giorgio Zancanaro (Ita) ab |
| Molteni | Pepsi Cola | Peugeot |
| - 91 Mario Anni (Ita) 69e - 92 Franco Balmamion (Ita) 7e - 93 Marino Basso (Ita) 54e - 94 Francis Blanc (Sui) 79e - 95 Franco Bodrero (Ita) 12e déclassé - 96 Pietro Campagnari (Ita) 73e - 97 Giuseppe Fezzardi (Ita) 55e - 98 Gianni Motta (Ita) 6e déclassé - 99 Edy Schütz (Lux) 21e - 100 Guerrino Tosello (Ita) ab                            | - 101 Renzo Baldan (Ita) 60e - 102 Graziano Battistini (Ita) ab - 103 Renato Bongioni (Ita) ab - 104 Michele Dancelli (Ita) 6e - 105 Giovanni De Francheschi (Ita) 30e - 106 Imerio Massignan (Ita) 29e - 107 Aldo Pifferi (Ita) 74e - 108 Giancarlo Polidori (Ita) 36e - 109 Silvano Schiavon (Ita) 13e - 110 Brand Karl (Sui) 77e | - 111 André Bayssière (Fra) ab - 112 Raymond Delisle (Fra) 39e déclassé - 113 Jean-Claude Daunat (Fra) ab - 114 Jean Dumont (Fra) 28e - 115 René Grenier (Fra) 84e - 116 Désiré Letort (Fra) ab - 117 Roger Pingeon (Fra) ab - 118 Henri Rabaute (Fra) 57e - 119 Daniel Samy (Fra) 76e - 120 André Zimmermann (Fra) ab |
| Smith's | | |
| - 121 Willy Planckaert (Bel) ab - 122 Georges Vandenberghe (Bel) 47e - 123 Frans Brands (Bel) ab - 124 Jaak De Boever (Bel) ab - 125 Jean-Baptiste Claes (Bel) ab - 126 Albert Van Vlierberghe (Bel) ab - 127 René Corthout (Bel) ab - 128 Roger Kindt (Bel) ab - 129 Roland Van De Rysse (Bel) 85e - 130 Bart Zoet (Hol) ab                        | | |

## Dopage
- De nombreux contrôles anti-dopages vont être positifs et les coureurs disqualifiés :
- Raymond Delisle (39e à 1 h 32 min 39 s)
- Gianni Motta (6e à 12 min 23 s et vainqueur à Saint-Vincent)
- Peter Abt (71e à 2 h 28 min 04 s) positifs à Saint Vincent
- Franco Bodrero (12e à 21 min 24 s) positif à Sanremo
- Franco Balmamion positif à Vittorio Veneto sera blanchi
- Victor Van Schil (18e à 40 min 28 s)
- Joaquim Galera (15e à 28 min 59 s) positifs à Rome
- Felice Gimondi positif à Napoli sera blanchi
- Mariano Diaz (13e à 23 min 24 s) positif à Napoli
- Mario Di Toro (88e à 3 h 06 min 29 s) pour refus de se soumettre au contrôle.

## Sources
- (nl) Cet article est partiellement ou en totalité issu de l’article de Wikipédia en néerlandais intitulé « Ronde van Italië 1968 » (voir la liste des auteurs).